# Malloryova reakce
Malloryova reakce je organická fotochemická cyklizačně–eliminační reakce diarylethenů za vzniku fenanthrenů a jiných cyklických sloučenin, jako jsou polyaromatické uhlovodíky a heteroaromatických sloučenin. Tuto reakci objevil Frank Mallory.
Při působení ultrafialového záření stilbeny a jejich deriváty procházejí vnitromolekulárními cyklizacemi za vzniku dihydrofenanthrenů. Za přítomnosti oxidačních činidel se tyto dihydrofenanthreny aromatizují na polycyklické produkty. Samotné dihydrofenanthreny jsou většinou nestabilní a za nepřítomnosti látek zachytávajících vodík se mění na cis-stilbeny. Vhodně substituované stilbeny mohou za nepřítomnosti oxidantů procházet nevratnými rearomatizujícími eliminacemi nebo [1,n]-posuvy. Do těchto reakcí mohou vstoupit i arylenyny, heteroatomické deriváty stilbenů (například amidy) a substráty obsahující jeden heteroatom nahrazující uhlík na dvojné vazbě stilbenu.

## Mechanismus a stereochemie
Nezávisle na přítomnosti nebo nepřítomnosti oxidačního činidla je prvním krokem fotochemická excitace stilbenu nebo podobné sloučeniny, která vytvoří dihydrofenanthrenový či obdobný meziprodukt. U stilbenu a dalších sloučenin s dvojnými vazbami mezi dvěma aromatickými jádry se takový excitovaný stav může vratně cis-trans izomerizovat. Přestože se samotné cyklizace mohou účastnit pouze cis struktury, tak je možné provést in situ izomerizace trans sloučenin a vytvořené cis izomery následně cyklizovat. Aby byla dodržena Woodwardova–Hoffmannova pravidla, tak relativní trans konfiguraci na nově vytvořených centrech může vytvořit jen konrotačním průběh reakce.
Tato cyklizace je vratná, ovšem po ní může, v závislosti na struktuře reaktantu a přítomnosti jiných sloučenin, nastat několik dalších reakcí.

### Za oxidačních podmínek
Je-li přítomno oxidační činidlo, tak mohou být cyklizované produkty zoxidovány za aromatizace kruhů; například dihydrofenanthren se mění na fenanthren. Nejčastějšími oxidanty jsou kyslík a jod.

### Neoxidační podmínky
Za nepřítomnosti oxidačního činidla se většina dihydrofenanthrenů může vratně otevírat za tvorby odpovídajících cis-stilbenů; vhodně substituované stilbeny se ale cyklizují nevratně, pokud mohou proběhnout aromatizující eliminace nebo přesuny vodíků. Níže jsou uvedeny příklady takových reakcí:

## Rozsah a omezení
Fotocyklizace lze provést u ortho-, meta-, i para-substituovaných stilbenů.
Ortho-substituované substráty obecně vytvářejí 1-substituované fenanthreny, výjimka nastává tehdy, když je substituent dobrou odstupující skupinou, pak dochází k eliminacím za vzniku nesubstituovaných fenanthrenů. Meta-
substituované substráty vytvářejí směsi 2- a 4-substituovaných produktů.
Reaktanty mohou obsahovat substituované exocyklické dvojné vazby. Ze substrátů obsahujících více aromatických kruhů lze připravit polyaromatické sloučeniny.
Stilbeny obsahující spojené aromatické systémy se dají získat cyklizacemi s využitím jednoho ze dvou neekvivalentních ortho uhlíků. To, který uhlík bude reagovat, určují sterické i elektronové efekty. Z elektronového hlediska přednostně reagují dihydrofenanthrenové meziprodukty s výraznější aromatickou stabilizací, například u 1-naftyl-2-fenylethenu elektronové efekty způsobí převažující tvorbu 1 oproti 2 v poměru 98,5:1,5.
Ortho-terfenylované substráty se cyklizacemi za přítomnosti oxidačních činidel, například jodu, přeměňují na trifenyleny. Kyslík zde není vhodný, protože při jeho použití je otevírání kruhu a utváření stabilizovaných terfenylů rychlejší než oxidace.
Amidy se mohou cyklizovat na laktamy. Estery, které mají na jednoduchých vazbách převážně trans-konformace, nereagují s dostatečnou účinností.
I pětičlenné cykly lze vytvořit fotocyklizacemi. U vinylnaftalenů mohou probíhat oxidačně i neoxidačně; neoxidační ale vyžadují katalyzátor přenosu protonů.
Z arylvinylaminů cyklizacemi vznikají indoliny a z diarylaminů karbazoly. V jedné studii byla, s mírným enantiomerním přebytkem, pomocí kruhově polarizovaného světla získána sloučenina 3:
V roce 2015 byl popsán nový druh Malloryovy fotocyklizace, nazvaný fotocyklodehydrofluorace (PCDHF). Při cyklizací stilbenů nebo ortho-terfenylů s pentafluorfenylovými skupinami lze atomy fluoru použít jako odstupující skupiny.

## Syntetická využití
Fotocyklizace lze použít jako závěrečné kroky při vytváření kondenzovaných aromatických kruhů. Po benzylové bromaci N-bromsukcinimidem, přeměně na fosfoniovou sůl a Wittigově reakci s nearomatickým aldehydem fotocyklizací vznikne aromatická sloučenina. Opakováním tohoto postupu je možné získat heliceny.